# Aplocheilichthys centralis
Aplocheilichthys centralis là một loài cá thuộc họ Poeciliidae. Nó được tìm thấy ở Tanzania và Uganda. Các môi trường sống tự nhiên của chúng là đất ngập nước, hồ nước ngọt, đầm nước ngọt, đầm lấy nước ngọt gián đoạn và đồng bằng châu thổ nội địa. Nó bị đe dọa do mất môi trường sống.